# سم دالی
سم دالی (انگلیسی: Sam Daly؛ زادهٔ ۲۴ مارس ۱۹۸۴) هنرپیشه، و بازیگر تلویزیون اهل ایالات متحده آمریکا است.
او در فیلم آموزش چارلی بنکس بازی کرده است.